# Gouy, Seine-Maritime

Gouy este o comună în departamentul Seine-Maritime, Franța. În anul 2009 avea o populație de 813 de locuitori.